# Nou de macadàmia

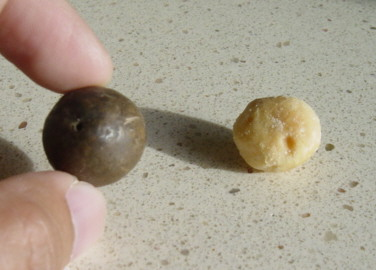
Fruita i nou de macadàmia amb closca.

La nou de macadàmia, o fins i tot la nou de Queensland són noms donats a la nou coneguda amb el nom comercial de macadàmia, la llavor comestible de dues espècies d'arbres del gènere Macadamia de la família de les Proteaceae.

## Origen
La macadàmia és un fruit dolç extret d'un arbre originari d'Austràlia, pertanyent a una de les espècies explotades comercialment del gènere Macadamia : Macadamia integrifolia, originària de Queensland, on creix en boscos molt humits, i Macadamia tetraphylla, originària de Nova Gal·les del Sud.
Va ser descoberta fa uns 5000 anys pels aborígens, els indígenes d'Austràlia. Els colons europeus el van redescobrir el 1858. El botànic que van fer estudis d'identificació d'aquestes plantes van ser el naturalista i polític australià d'origen escocès John Macadam (1827 - 1865) en l'expedició de Burke i Wills. El nom de la planta va ser donat pel botànic alemany Ferdinand von Mueller (1825 - 1896), en honor el seu descobridor, que anava amb ell.

## Característiques
La nou de macadàmia està formada per una ametlla rodona tancada dins d'una closca d'avellana molt resistent i dura. Es necessiten uns 2000 kPa per trencar la closca, però si s'emmagatzema durant algun temps en un lloc fresc i sec (provocant la pèrdua de moltes de les seves qualitats nutricionals), és més fàcil obrir la closca protectora mitjançant un tornavís o un ganivet. Per obrir la closca cal identificar la línia d'unió entre les dues closques, inserir un ganivet a l'interior colpejant amb un martell. D'aquesta manera s'obre la nou i es pot treure l'ametlla del seu interior. Un cop ha madurat té un gust agradable; El seu sabor recorda al coco, amb una acidesa que no supera el 2 %.

## Explotació
La nou de macadàmia és comestible i es cultiva i es comercialitza a les illes Hawaii, on es van importar arbres australians el 1887. Hi ha una espècie de menor qualitat (Teraphile) que es cultiva a Sud-àfrica, Costa Rica, Brasil i Califòrnia. Algunes espècies de macadàmia són tòxiques per a l'alimentació humana per la presència d'un glucòsid (M. whelanii i M. ternifolia).

## Valor nutricional
| Macadàmia, fruits secs crus                                                                                              | Macadàmia, fruits secs crus                |
| Valor nutricional per cada 100 g (3,53 oz)                                                                               | Valor nutricional per cada 100 g (3,53 oz) |
| --- | ------------------------------------------ |
| Energia | 3080 kJ (740 kcal)                         |
| Carbohidrats |                                            |
| Hidrats de carboni totals                                                                                                | 13,8 g                                     |
| • Sucres | 4,57 g                                     |
| • Fibra dietètica | 8,6 g                                      |
| |                                            |
| Greixos |                                            |
| • saturats | 12 g                                       |
| • monoinsaturats | 59 g                                       |
| • poliinsaturats | 1,5 g                                      |
| |                                            |
| Proteïnes |                                            |
| Proteïnes totals | 7,9 g                                      |
| |                                            |
| Vitamines |                                            |
| Tiamina (vit. B1) | 1.195 mg (104%)                            |
| Riboflavina (vit. B₂) | 0.162 mg (14%)                             |
| Niacina (vit. B₃) | 2.473 mg (16%)                             |
| Àcid pantotènic (B5) | 0.76 mg (15%)                              |
| Vitamina B6 | 0.275 mg (21%)                             |
| Àcid fòlic (vit. B9) | 11 μg (3%)                                 |
| Vitamina C | 1.2 mg (1%)                                |
| Vitamina E | 0.54 mg (4%)                               |
| |                                            |
| Minerals |                                            |
| Calci | 85 mg (9%)                                 |
| Ferro | 3.69 mg (28%)                              |
| Magnesi | 130 mg (37%)                               |
| Manganès | 4.1 mg (195%)                              |
| Fòsfor | 188 mg (27%)                               |
| Potassi | 368 mg (8%)                                |
| Zinc | 1.30 mg (14%)                              |
| |                                            |
| Font: entrada de la base de dades USDA. Els percentatges són relatius al nivell d'ingesta diària recomanat per a adults. |                                            |

## Composició
La nou de macadàmia és una fruita molt rica en oli (78% amb aproximadament un 60% d'àcids grassos monoinsaturats), minerals, hidrats de carboni, calci, fòsfor, proteïnes i vitamines A, B1 i B2. L'extracció de l'oli, que es realitza exclusivament per pressió en fred i filtració, es practica tant per a la indústria alimentària com per a la cosmètica.

### Mitjana d'àcids grassos
La macadàmia té una composició molt rica en àcids grassos, amb predomini d' àcids grassos insaturats :
- Àcids grassos saturats:
  - Àcid palmític C 16:0 9 a 10 %.
  - Àcid esteàric C 18:0 3,5 a 6 %.
  - Àcid araquídic C 20:0 2,4 a 3,7 %.
- Àcids grassos insaturats:
  - Àcid palmitoleic C 16:1 18 a 28 %.
  - Àcid oleic C 18:1 50 a 56 %.
  - Àcid linoleic C 18:2 2,8 a 3,4 %. (família dels omega 6)